# Montelongo (Guanajuato)
Montelongo es una localidad del estado mexicano de Guanajuato. Es parte del municipio de Dolores Hidalgo.

## Demografía
| Gráfica de evolución demográfica |
|                                  |

| Censo | Población |
| ----- | --------- |
| 1900  | 191       |
| 1910  | 130       |
| 1921  | 119       |
| 1930  | 176       |
| 1940  | 64        |
| 1950  | 195       |
| 1960  | 221       |
| 1970  | 322       |
| 1980  | 317       |
| 1990  | 605       |
| 2000  | 1 005     |
| 2010  | 1 030     |
| 2020  | 1 179     |